# Cracker (peyorativo)

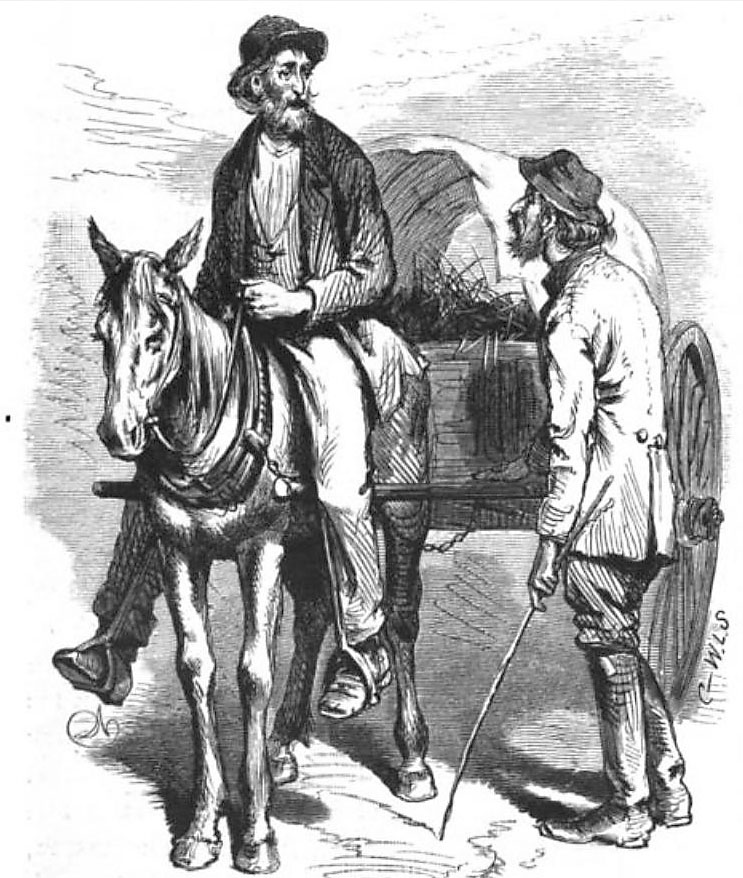
"Un par de crackers de Georgia". Dibujo del ilustrador James Wells Champney para las memorias de Edward King tituladas The Great South, 1873

Cracker, en ocasiones white cracker (cracker blanco) o cracka es un término que se emplea en inglés para referirse con menosprecio a personas de raza blanca, especialmente a los blancos pobres de zonas rurales del sur de los Estados Unidos. Sin embargo, en relación con una persona oriunda de Georgia o de Florida, puede tener a veces una connotación neutra o positiva o puede llamárselo uno a sí mismo con orgullo (véase Cracker de Florida, Cracker de Georgia).

## Etimología
En tiempos anteriores a la guerra de secesión, los capataces de esclavos del sur castigaban a sus esclavos africanos a latigazos. Este empleo del látigo se conocía como «cracking the whip» (literalmente, restallar el látigo). Estos capataces blancos que hacían restallar o chasquear los látigos eran conocidos como crackers (es decir, chasqueadores). Las fuentes actuales sugieren, no obstante, que no era en los esclavos sino en los animales de trabajo donde los látigos restallaban.
«Los látigos que usan algunos de éstos se denominan 'crackers' porque tienen un trozo de piel de ante en el extremo. De ahí que la gente que hace chasquear los látigos reciba semejante nombre»

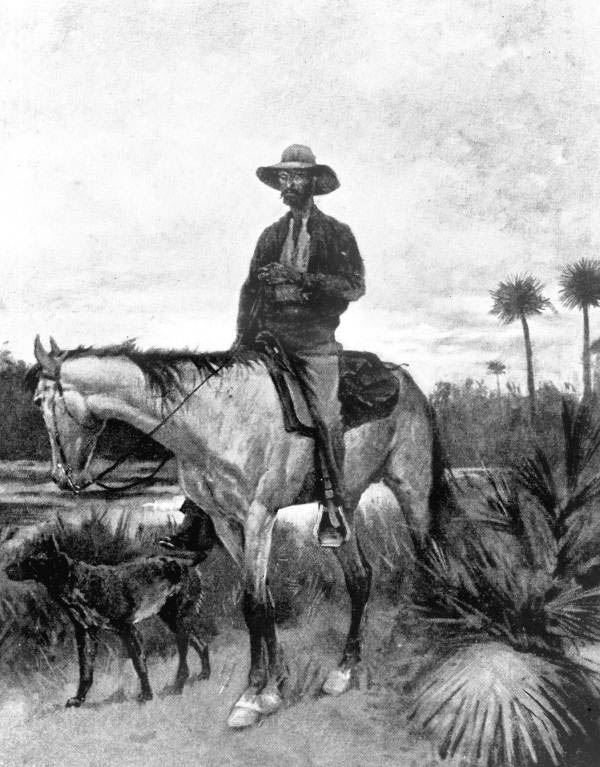
Un "vaquero cracker" montando un Florida Cracker, acompañado de su perro por Frederick Remington, 1895

Otra teoría apunta a que el término provendría del inglés medieval cnac, craic o crak que originalmente significaría el chasquido de un látigo pero vino a querer decir «conversación ruidosa, fanfarroneo». En el periodo isabelino esto podía referirse a una «conversación amena» (se podía decir «to crack a joke», soltar una broma) y cracker podía usarse para describir a un charlatán jactancioso. Dicho término y la forma craic cuya ortografía está influida por el gaélico siguen vigentes en Irlanda, Escocia y el norte de Inglaterra. Este uso se encuentra atestiguado en El rey Juan (1595), de Shakespeare: «What cracker is this same that deafs our ears with this abundance of superfluous breath?» (¿Quién es tal baladrón que los oídos abruma con necia cháchara?). Semejante uso lo ilustra una carta dirigida al Conde de Dartmouth: 
«Debiera explicar a Vuestra Señoría lo que se tiene por crackers; un nombre que les dicen por ser grandes baladrones; son un número de canallas que viven sin ley en las fronteras de Virginia, Maryland, las Carolinas y Georgia, que no es raro verlos mudar de lugar en lugar»
El término compuesto corn-cracker (literalmente «partemaiz») denominaba al campesino blanco pobre (hasta 1808) —especialmente de Georgia, aunque se hacía extensivo a habitantes del norte de Florida— por los granos de maíz partido que eran el alimento básico de este tipo de gente. Dicha posibilidad aparece citada en la edición de 1911 de la Enciclopedia Británica, pero la definición de «cracker» del Oxford English Dictionary sostiene que encuentra improbable que un término simple del XVIII (cracker) esté derivado de uno compuesto del XIX (corn-cracker).

## Uso del término

### Uso positivo y neutro
«Cracker» también ha venido usándose como una forma de referirse a uno mismo de forma divertida y con orgullo. Con en influjo de nuevos residentes procedentes del norte, «cracker» es un término que usan algunos habitantes blancos de Florida y Georgia para significar que sus familias llevan muchas generaciones viviendo en la zona. Sin embargo, el término «white-cracker» apenas se utiliza aplicado a uno mismo y sigue siendo un insulto de menosprecio a las personas de raza blanca.
Frederick Law Olmsted, notable arquitecto paisajista de Connecticut, visitó el sur en calidad de periodista en la década de 1850 y escribió que «algunos crackers estaban en posesión de una buena cantidad de negros y de ningún modo eran el tipo de gente pobre que aparentaban».
En El Origen de las Especies, Charles Darwin cita a un tal profesor Wyman en estos términos: «uno de los “crackers” (usufructuarios de tierras de Virginia) añadió: “seleccionamos para la crianza solamente a los miembros negros de la camada, ya que son éstos los que tienen buenas expectativas de sobrevivir”».
En 1947 los estudiantes de la Universidad Estatal de Florida decidieron por votación el nombre de su emblema deportivo. De una lista de más de cien alternativas se eligió el nombre «seminoles» (seminolas). Los otros finalistas, en orden, fueron Statesmen, Rebels, Tarpons, Fighting Warriors y Crackers.
Antes de que el equipo de béisbol de los  Milwaukee Braves se trasladase a Atlanta, el equipo local de Atlanta, perteneciente a una liga de menor categoría se conocía como los «Atlanta Crackers». El equipo siguió existiendo bajo este nombre entre 1901 y 1965. Pertenecieron a la Southern Association desde su creación hasta 1961 y miembros de la International League de 1961 hasta que se trasladaron a Richmond, Virginia en 1965. Sin embargo, se sugiere que el nombre viene de que los jugadores «chasqueaban» el bate de béisbol y esto estaría en congruencia con el hecho de que el equipo de Atlanta perteneciente a las ligas negras se conociera como los «Atlanta Black Crackers».
El cantautor Randy Newman, en su álbum Good Old Boys (1974) usa el término «cracker» en su tema «Kingfish» («Soy un cracker, como tú, Qué bien voy a cuidar de ti»). La canción gira en torno a Huey Long, político populista que luego sería gobernador de Luisiana y posteriormente Senador (1928–1935). El término vuelve a usarse en «Luisiana 1927» una canción del mismo álbum, donde la frase «Qué vergüenza, lo que el río le ha hecho a esta tierra de crackers» se le atribuye al presidente Coolidge.
En 2008 el expresidente de los Estados Unidos Bill Clinton emplea el término «cracker» en el programa Larry King Live refiriéndose a los votantes blancos que él estaba tratando de ganar para la candidatura de Barack Obama: «Ya sabes, lo consideran así porque soy quien soy y saben cuál ha sido mi base de votantes, y pueden querer mandarme allí a ganarme lo que Lawton Chiles llama el "voto cracker"».
Crackin' Good Snacks (división de Winn-Dixie, una compañía sureña del sector de la alimentación) ha vendido galletas «cracker» similares a las Galletas Ritz bajo la marca de «Georgia Crackers». A veces se venden en una lata roja con una imagen de The Crescent, una casa hacienda de estilo llamado «antebellum» de una plantación ubicada en la localidad georgiana de Valdosta.
El Florida Cracker Trail es un sendero que cruza el sur de Florida siguiendo el itinerario por el que históricamente discurrían los arrieros con el ganado.

### Uso peyorativo
"Cracker" empieza a usarse como sinónimo de estadounidense blanco (en vez de referirse únicamente a los blancos pobres de las zonas rurales del sur) desde el nacionalismo negro, desde el Movimiento por los Derechos Civiles, y más frecuentemente como un insulto en letras de temas de rap y en el contexto de la violencia de origen racial habida en Estados Unidos en los años 2000.
En su discurso del voto o la bala, Malcolm X utilizó el término «cracker» como referencia peyorativa a los blancos. En cierta parte de discurso, dijo, «Ya basta de que estemos de brazos cruzados en este país, mientras dejamos que un puñado de senadores crackers, del sur y también del norte, se sienten allá en Washington D.C. para llegar a la conclusión en sus mentes de que nosotros deberíamos tener derechos civiles. Ningún hombre blanco va a a venir a decirme nada de mis derechos».
El 29 de noviembre de 1993, en un discurso pronunciado en Kean College, Nueva Jersey, el portavoz de la Nación de Islam Khallid Abdul Muhammad se refirió al Papa Juan Pablo II como «un cracker nefasto».
El rapero Snoop Dogg se jacta de «...sacarle el dinero a los crackers» en el tema "Go to Church" (2006) de Ice Cube. En el video no se censura esta palabra. El rapero y actor Ice Cube dice la palabra cracker tres veces en una canción llamada «Enemy» donde habla de matar blancos. A continuación, un ejemplo de cómo emplea el insulto racial: «Sent me a subpoena cause I kill more crackas than Bosnia Herzegovina» (literalmente, me envió un requerimiento judicial porque mato más crackas —blancos— que Bosnia Herzegovina).
En 2012, Michael Dunn asesinó a balazos a Jordan Davis en una discusión motivada porque éste tendría puesta la música en su auto a un volumen muy alto. Dunn se justificó diciendo que había oído decir «no sé qué cosa de cracker», «tendría que matar a ese mal nacido» y que habría visto el cañón de un arma.
El 27 de junio de 2013, en el juicio a George Zimmerman por el asesinato de Trayvon Martin, una de las testigos (Rachel Jeantel) declaró que Martin le dijo (por teléfono) que un «me está siguiendo un cracker que da miedo» (creepy-ass cracker) minutos antes del altercado entre Martin y Zimmerman. El abogado Zimmerman entonces le preguntó si «creepy ass cracker» era un término ofensivo, a lo cual ella respondió que no. Dicha declaración y la respuesta suscitaron un debate público en los medios de comunicación sobre cómo se usa la palabra «cracker». Una noticia de la CNN hizo referencia a la naturaleza regional del término, señalando que cracker está considerado como «un insulto racial muy claro que captan los sureños blancos incluso aunque no signifique nada para los norteños blancos». Los presentadores de la MSNBC añadieron que Rachel Jeantel se limitabla a expresarse en la variedad afroestadounidense del inglés.